# Abel Kirui
Abel Kirui (1982. június 4. –) olimpiai ezüstérmes, világbajnok kenyai atléta, maratoni futó.

## Pályafutása
2007-ben második lett a Berlin Maratonon, majd 2008-ban 2.07:38-as új versenyrekorddal nyerte meg a Bécs Maratont.
A 2009-es Rotterdam Maratont egyéni legjobbjával, 2.05:04-gyel zárta harmadikként. A berlini világbajnokságon érte el pályafutása legkimagaslóbb eredményét. Kirui a táv második felében állt az élre és végül új világbajnoki rekorddal nyerte meg a számot.

## Egyéni legjobbjai
- Félmaraton - 1.00:11 (2007)
- Maratoni futás - 2.05:4 (2008)

## Magánélete
Házas, felesége Stella Jemeli, akitől egy fia született 2008-ban. Nagybátyja, Mike Rotich szintén sikeres maratoni futó.